# Aaron Copland School of Music
Die Aaron Copland School of Music (ACSM) ist eines der ältesten und angesehensten Departments des Queens College in New York City, gegründet 1937, dem Jahr der Gründung des Queens College. 
Die Lehrpläne stammten ursprünglich von Edwin Stringham. Später verlagerte Saul Novack (Vorstand der ACSM von 1961 bis 1966) den Schwerpunkt auf den analytischen Zugang von Heinrich Schenker.
Im Jahr 1980 wurde aus dem Department of Music offiziell eine School of Music, die schließlich den Namen des berühmten amerikanischen Komponisten Aaron Copland annahm.

## Namhafte Lehrer
| - Sol Berkowitz - Hugo Weisgall - Jimmy Heath - George Perle - Thea Musgrave |  | - Leo Kraft - Marcy Rosen - David Jolley - Carl Schachter - Charles Neidich |  | - Stephanie Chase - Roland Hanna - Maurice Peress - Bruce Saylor |

## Namhafte Absolventen
| - Arturo O’Farrill - Conrad Herwig - JoAnn Falletta |  | - Frank Lopardo - Erika Sunnegårdh - George Tsontakis |